# 897 (szám)
A 897 (római számmal: DCCCXCVII) egy természetes szám, szfenikus szám, a 3, a 13 és a 23 szorzata.

## A szám a matematikában
A tízes számrendszerbeli 897-es a kettes számrendszerben 1110000001, a nyolcas számrendszerben 1601, a tizenhatos számrendszerben 381 alakban írható fel.
A 897 páratlan szám, összetett szám, azon belül szfenikus szám, kanonikus alakban a 31 · 131 · 231 szorzattal, normálalakban a 8,97 · 102 szorzattal írható fel. Nyolc osztója van a természetes számok halmazán, ezek növekvő sorrendben: 1, 3, 13, 23, 39, 69, 299 és 897.
Cullen-szám.
A 897 négyzete 804 609, köbe 721 734 273, négyzetgyöke 29,94996, köbgyöke 9,64415, reciproka 0,0011148. A 897 egység sugarú kör kerülete 5636,01722 egység, területe 2 527 753,723 területegység; a 897 egység sugarú gömb térfogata 3 023 193 453,2 térfogategység.